# Cataratas de María Cristina
Las Cataratas de María Cristina (en tagalo: Talon ng Maria Cristina) son unas cascadas del río Agus en la isla de Mindanao parte del país asiático de Filipinas. A veces son llamadas "Cataratas Gemelas" debido a que el flujo se separa por una roca al borde de la cascada. Se trata de un hito de la ciudad de Iligan, apodada la "ciudad de las majestuosas cascadas", debido a la presencia de más de 20 saltos de agua en la ciudad. 
Se encuentra a 9,3 kilómetros de distancia al suroeste de la ciudad propiamente dicha, en los límites de Barangays de María Cristina, Ditucalan y Buru-un. Conocidas por su belleza natural y su altura (98 metros) es también la principal fuente de energía eléctrica para las industrias de la ciudad, siendo aprovechada por la planta hidroeléctrica de Agus VI.